# Jardines del Bosque
Jardines del Bosque es una colonia o barrio, planificado por el arquitecto Luis Barragán en 1955, en el poniente de la ciudad de Guadalajara, Jalisco, México.

## Historia de la colonia
Quedó asentada en el bosque de Santa Eduviges que contaba con veneros de agua, y pertenecía a la familia Ruiz Amezcua. Esta familia vendió el terreno al empresario Francisco Javier Sauza y al consorcio capitalino Ingenieros Civiles Asociados, quienes se hicieron cargo de la venta de los terrenos. El plan maestro de esta colonia es el primero en Guadalajara que no sigue el sistema tradicional de una cuadrícula perpendicular o sistema de calles en diagonal en «estrella». De hecho el sistema de la estructura vial tiene curvas.

## Monumentos y edificios
La entrada norte de esta colonia tiene 'El Pájaro Amarillo' una escultura concebida por el escultor Mathias Goeritz en colaboración con Luis Barragan en 1957. En la entrada sur de la colonia se ubica la escultura monumental arcos del milenio. Dos edificios religiosos de valor arquitectónico están en esta colonia: el Seminario Mayor concebido por el arquitecto Pedro Castellanos Lambley y la capilla del Calvario designada a partir de dibujos de Luis Barragán.
Esta colonia tiene unos parques y espacios verdes de calidad: el Parque de la Ciudades Hermanas, el Parque de las Estrellas y el Paseo de las Arboledas. Esta colonia está cerca de la colonia Chapalita, famosa por su carácter de ciudad jardín.
Está también el templo del Santísimo Redentor entre Av. Niños Héroes y Placeres. Este templo pertenece a la arquidiócesis de Guadalajara.

## Vida social
Esta colonia alberga la parroquia del Calvario, en la cual hay múltiples asociaciones de participación ciudadana. El actuar de dichos grupos ha generado un aumento en la calidad de vida de los habitantes de dicha colonia. Como es el caso del grupo juvenil, el cual ha permitido que el creciente número de jóvenes que han llegado a vivir en la colonia encuentren un espacio de convivencia y aporte a la sociedad.